# هجوم مدينة كاندل 2017
هجوم مدينة كاندل 2017 هو حادثة طعن في 27 ديسمبر 2017 في مدينة كاندل في راينلند بالاتينات بألمانيا.
اتُهم طالب لجوء أفغاني، بتهمة قتل صديقته الألمانية السابقة البالغة من العمر 15 عامًا، بعد أن أنهت العلاقة بينهما. وقد تم الإبلاغ عن هذه القضية في الصحافة الوطنية والدولية وأثارت جدلًا سياسيًا حول سياسات اللاجئين الألمان، وخاصة كيفية التعامل مع اللاجئين القاصرين غير المصحوبين بذويهم.

## الحادثة
قُتلت ميا فالنتين في 27 ديسمبر 2017 في صيدلية في بلدة كاندل. كان المتهم عبد المُبين وفالنتين تجمعهما علاقة منذ عدة أشهر.
في بداية ديسمبر 2017، بعد انتهاء العلاقة، بدأ تهديد فالنتين، في 15 ديسمبر 2017 قدم والدا الضحية شكوى جنائية، زاعمين أن المشتبه به قد قام بتهديد ابنتهما. وفي صباح يوم 27 ديسمبر 2017، زار ضباط الشرطة الجاني. وفي وقت لاحق من ذلك اليوم زعم أنه طعن فالنتين بعد أن تبعها إلى المتجر باستخدام سكين طوله 20 سم، وتوفيت بعد فترة وجيزة في المستشفى. ويُزعم أن المشتبه به اشترى السكين في المتجر نفسه قبل أن يهاجمها.